# 사비우 (2004년생 축구인)
사비우 모레이라 지올리베이라 (Sávio Moreira de Oliveira, 2004년 4월 10일 ~ )는 브라질의 축구 선수이며, 잉글랜드 프리미어리그의 맨체스터 시티에서 윙어로 뛰고 있다.

## 수상

#### 아틀레치쿠 미네이루
- 브라질 전국 리그 : 2021
- 코파 두 브라실 : 2021
- 미네이루 주립 리그 : 2020, 2021, 2022
- 수페르코파 두 브라실 : 2022

#### 맨체스터 시티
- FA 커뮤니티쉴드 : 2024

#### 브라질
- 남미 U15 챔피언십 : 2019